# Německo na Letních olympijských hrách 1928
Německo na Letních olympijských hrách v roce 1928 v nizozemském Amsterdamu reprezentovala výprava 259 sportovců (260 mužů a 35 žen) v 16 sportech.

## Medailisté
| Medaile | Jméno | Sport           | Soutěž                              |
| ------- | --- | --------------- | ----------------------------------- |
| Zlato   | Lina Radkeová | Atletika        | Ženy běh na 800 m                   |
| Zlato   | Carl von Langen | Jezdectví       | Drezura - jednotlivci               |
| Zlato   | Hermann Linkenbach Carl von Langen Eugen von Lotzbeck | Jezdectví       | Drezura - družstvo                  |
| Zlato   | Helene Mayerová | Šerm            | Ženy fleret                         |
| Zlato   | Kurt Moeschter Bruno Müller | Veslování       | Muži dvojka bez kormidelníka        |
| Zlato   | Hilde Schrader | Plavání         | Ženy 200 m prsa                     |
| Zlato   | Max Amann Karl Bähre Emil Benecke Johann Blank Otto Cordes Fritz Gunst Erich Rademacher Joachim Rademacher | Vodní pólo      | Turnaj mužů                         |
| Zlato   | Kurt Helbig | Vzpírání        | Muži do 67.5 kg                     |
| Zlato   | Josef Straßberger | Vzpírání        | Muži do 82.5 kg                     |
| Zlato   | Kurt Leucht | Zápas           | muži, řecko-římský do 58 kg         |
| Stříbro | Richard Corts Hubert Houben Helmut Körnig Georg Lammers | Atletika        | Muži štafeta 4 × 100 m              |
| Stříbro | Hermann Engelhard Richard Krebs Otto Neumann Harry Werner Storz | Atletika        | Muži štafeta 4 × 400 m              |
| Stříbro | Ernst Pistulla | Box             | Muži váha polotěžká do 79,4 kg      |
| Stříbro | Erwin Casmir | Šerm            | Muži fleret                         |
| Stříbro | Erich Rademacher | Plavání         | Muži 200 m prsa                     |
| Stříbro | Eduard Sperling | Zápas           | muži, řecko-římský do 67,5 kg       |
| Stříbro | Adolf Rieger | Zápas           | muži, řecko-římský do 82,5 kg       |
| Bronz   | Georg Lammers | Atletika        | Muži běh na 100 m                   |
| Bronz   | Helmut Körnig | Atletika        | Muži běh na 200 m                   |
| Bronz   | Joachim Büchner | Atletika        | Muži běh na 400 m                   |
| Bronz   | Hermann Engelhard | Atletika        | Muži běh na 800 m                   |
| Bronz   | Emil Hirschfeld | Atletika        | Muži vrh koulí                      |
| Bronz   | Anni Holdmann Leni Junker Rosa Kellnerová Leni Schmidt | Atletika        | Ženy štafeta 4 × 100 m              |
| Bronz   | Hans Bernhardt Karl Köther | Cyklistika      | Muži tandem                         |
| Bronz   | Bruno Neumann | Jezdectví       | Jezdecká všestrannost - jednotlivci |
| Bronz   | Olga Oelkers | Šerm            | Ženy fleret                         |
| Bronz   | Bruno Boche Georg Brunner Heinz Förstendorf Erwin Franzkowiak Werner Freyberg Theodor Haag Hans Haußmann Kurt Haverbeck Aribert Heymann Herbert Hobein Fritz Horn Karl-Heinz Irmer Herbert Kemmer Fritz Lincke Herbert Müller Werner Proft Heinz Schäfer Gerd Strantzen Kurt Weiß Rolf Wollner Heinz Wöltje Erich Zander | Pozemní hokej   | Turnaj mužů                         |
| Bronz   | Helmuth Kahl | Moderní pětiboj | Muži                                |
| Bronz   | Charlotte Mühe | Plavání         | Ženy 200 m prsa                     |
| Bronz   | Hans Wölpert | Vzpírání        | Muži 60 kg                          |
| Bronz   | Georg Gehring | Zápas           | muži, řecko-římský nad 82,5 kg      |